# Цзитунская железная дорога
Цзитунская железная дорога (Jitong railway, встречается написание Ji-tong, кит. трад. 集通鐵路, упр. 集通铁路, пиньинь Jítōng Tiělù, (ЦзиТун ТеЛу)) — железная дорога, соединяющая Тунляо с Цзинином и расположенная во Внутренней Монголии (КНР). При длине 995 километров, дорога является крупнейшей в округе.

## Эпоха паровозов
После открытия Цзитунская железная дорога стала довольно популярной у туристов. Это было связано с тем, что для вождения грузовых поездов дорога не стала приобретать дорогие современные локомотивы (тепловозы), а закупила около 120 подержанных паровозов, став таким образом последней в Китае и одной из последних в мире железных дорог, на которой 100 % перевозок осуществлялось паровозами. Грузовые перевозки осуществлялись паровозами QJ типа 1-5-1, которые в основном водили поезда двойной тягой. Вес поездов поначалу составлял 2300 тонн, после в восточном направлении был повышен до 2500 тонн, а на некоторых участках до 2800 тонн. Максимальное число вагонов в поезде — 55, ограничено длиной путей станций.
Однако вскоре дорога начала заменять паровозы тепловозами DF4. Первые тепловозы прибыли на дорогу 1 июля 2000 года и начали работать на только открытых участках, проходящих через засушливые районы, где по условиям водоснабжения паровозы эксплуатироваться не могли. 30 сентября 2004 года тепловозы начали работать уже на линиях, обслуживаемых паровозами, и к декабрю 2005 года, к десятилетию дороги, полностью заменили их в поездной службе. Последний пассажирский поезд на паровозной тяге прошёл по дороге 7 декабря 2005 года. Им стал поезд, отправившийся в 20:04 со станции Чабуга, — поезд 6052, ведомый паровозом QJ 7081. 8 декабря в 9:30 из Дабана отправился грузовой поезд 33521, ведомый паровозами QJ 7030 и 6988. Этот день стал последним для магистральной паровозной тяги в Китае. В тот же день на дороге были погашены все оставшиеся в работе паровозы. Два паровоза QJ (6988 и 7081) вскоре были проданы в США на Iowa Interstate Railroad, где данные паровозы водят экскурсионные и местные грузовые поезда, работая при этом двойной, а то и тройной (совместно с Milwaukee Road 261 типа 1-4-1) тягой.